# Klaus-von-Klitzing-Preis
Der Klaus-von-Klitzing-Preis für besonders engagierte Lehrer naturwissenschaftlicher Fächer wird seit 2005 jährlich von der Carl von Ossietzky Universität Oldenburg und der EWE-Stiftung vergeben.
Namensgeber der Auszeichnung ist der Nobelpreisträger Klaus von Klitzing, Direktor des Max-Planck-Instituts für Festkörperforschung in Stuttgart. Mit dem Förderpreis sollen Lehrerpersönlichkeiten ausgezeichnet werden, die durch ihr großes Engagement und ihre Kreativität dazu beitragen, Schüler für wissenschaftliches Arbeiten und Denken zu begeistern. Der Preis ist mit 15.000 Euro dotiert, wovon 10.000 Euro in ein schulisches Projekt fließen sollen, und geht auf eine Idee des Neurobiologen und Vizepräsidenten für Forschung der Universität Oldenburg, Reto Weiler, zurück.
Erster Preisträger des Klaus-von-Klitzing-Preises war Rudolf Lehn, Mathematik- und Physiklehrer am Störck-Gymnasium in Bad Saulgau und Leiter des dortigen Schülerforschungszentrums Südwürttemberg, das spezifische Programme für einen forschungsorientierten Unterricht entwickelt.
Das Symbol des Preises ist die Von-Klitzing-Konstante {\displaystyle R_{K}={\frac {h}{e^{2}}}}.
Die Carl von Ossietzky Universität und die EWE Stiftung kooperieren bei der Preisvergabe mit namhaften Förderern im Bildungsbereich Jugend forscht, der Schülerolympiade des Bundesministeriums für Bildung und Forschung (BMBF) und der Karl Heinz Beckurts-Stiftung. Diese reichen Vorschläge ein, aus der die Jury des Klaus-von-Klitzing-Preises einen Lehrer oder eine Lehrerin auswählt. Eine direkte Bewerbung ist seit 2010 möglich.

## Preisträger
- 2005: Rudolf Lehn, Mathematik- und Physiklehrer am Störck-Gymnasium Bad Saulgau
- 2006: Brigitte Heink, damalige Schulleiterin des Wilhelm-Ostwald-Gymnasiums der Stadt Leipzig
- 2007: Klaus-Peter Haupt, Mathematik- und Physiklehrer an der Albert-Schweitzer-Schule Kassel
- 2008: Markus Ziegler, Physik- und NWT-Lehrer am Gymnasium Spaichingen
- 2009: Erich Welschehold, Lehrer und Leiter des Außerschulischen Lernorts Wilhelmshaven[1]
- 2010: Hans-Otto Carmesin, Lehrer am Athenaeum Stade
- 2011: Friedrich Twenhöven, Biologie- und MINT-Lehrer an der Hermann-Tast-Schule in Husum und Dahlia Fischer, Chemie- und MINT-Lehrerin am Carl-Benz-Gymnasium Ladenburg
- 2012: Gisela Döbbeling, Physik- und Mathematiklehrerin am Hölderlin-Gymnasium Heidelberg
- 2013: Kerstin Gleine, Lehrerin für Naturwissenschaften und Technik sowie Physik am Friedrich-Ebert-Gymnasium Hamburg[2]
- 2014: Werner Decker, Lehrer für Biologie und Chemie am Gymnasium Haus Overbach in Jülich-Barmen[3]
- 2015: Christian Lorey, Lehrer für Biologie und Chemie am Friedrich-Koenig-Gymnasium und Leiter des Naturwissenschaftlichen Labors für Schüler am FKG e.V.[4]
- 2016: Florian Schaller, Lehrer für Biologie und Chemie an der Schiller-Schule in Bochum[5]
- 2017: Steffen Möller, Lehrer für Biologie und Chemie an der von-Bülow-Schule in Neudietendorf, Thüringen
- 2018: Marc Bauch, Lehrer für Mathematik, Informatik und Englisch am Gymnasium Hermeskeil
- 2019: Tristan Alexander Becker, Lehrer für Biologie am Gymnasium an der Wolfskuhle Essen in Nordrhein-Westfalen
- 2020: Schwester Christamaria Brück ISSM, Lehrerin für Mathematik und Informatik an der Schönstätter Marienschule, Vallendar in Rheinland-Pfalz
- 2021: Wiebke Endres, promovierte Lehrerin für Mathematik, Chemie und Physik am Neuen Gymnasium Wilhelmshaven in Niedersachsen[6]
- 2022: Sandra Grösser-Pütz, Lehrerin für Biologie und Erdkunde an der Albert-Einstein-Schule Maintal in Hessen
- 2023: Petra Lehner, Lehrerin für Biologie und Chemie am Johann-Michael-Fischer-Gymnasium in Burglengenfeld, Bayern[7]
- 2024: Stephan Baur, Lehrer für Physik, Mathematik und Informatik am Gymnasium Geretsried in Geretsried, Bayern